# Siphonogorgia fragilis
Siphonogorgia fragilis is een zachte koraalsoort uit de familie Nidaliidae. De koraalsoort komt uit het geslacht Siphonogorgia. Siphonogorgia fragilis werd in 1965 voor het eerst wetenschappelijk beschreven door Verseveldt. 